# Supertrux
Supertrux, scritto anche Super Trux sulle copertine ed Elite Supertrux su schermo, è un videogioco di guida di autocarri pubblicato nel 1989 per Amstrad CPC, Commodore 64 e ZX Spectrum dalla Elite Systems. Il titolo è una storpiatura dell'inglese trucks ossia "autocarri".

## Modalità di gioco
Supertrux è un tipico simulatore di guida tridimensionale con visuale in terza persona da dietro il veicolo, uno dei molti titoli nello stile di Out Run che erano diffusi all'epoca. Un giocatore singolo affronta il Supertrux Trophy, una gara tra trattori stradali privi di rimorchio su un percorso continuo che collega varie città dell'Europa occidentale. I controlli del camion sono limitati ad accelerazione, freno e sterzo. L'effetto dello scorrimento tridimensionale della strada è reso anche tramite strisce trasversali di colori alternati sull'asfalto. Il percorso presenta grandi curve, ostacoli e cambiamenti visibili di pendenza; nella parte superiore dello schermo appaiono simboli che segnalano in anticipo i vari pericoli.
Lungo il percorso si devono evitare altri camion partecipanti, ostacoli a bordo strada come alberi o cartelli, e in alcuni tratti ostacoli sulla carreggiata, come blocchi stradali e chiazze d'olio; perfino i coni stradali riescono a fermare il camion (Amstrad e C64; su C64 vengono scagliati in aria quando investiti, ma comunque lo fermano). Gli incidenti non causano danni, ma solo perdite di tempo. Il percorso ha infatti dei checkpoint e se non si raggiunge il successivo entro un tempo limitato la partita termina.
In corrispondenza dei checkpoint si incontrano dei bivi tra due percorsi alternativi verso città diverse. Si inizia da Londra e a seconda delle scelte le tappe possono essere Parigi, Bruxelles, Roma, Madrid, i Vosgi, Venezia, Pisa, Atene. Gli sfondi all'orizzonte e gli ostacoli cambiano secondo la località.